# Витановци
Витановци е село в Западна България. То се намира в община Перник, област Перник.

## Редовни събития
Всяка година на 14 януари в селото се изпълнява традиционният обичай „Сурва“. Сурвакарите обикалят селото цяла нощ, за да изгонят злите сили. Друг традиционен празник е „Ората копата“. Той е през феврурари или през март. На него се събират дървета и се пали голям огън. Там се изпълняват традиционни танци, а след като огънят намалее, хората го прескачат за здраве и плодородие.
Съборът на селото е в края на месец юни.
В селото има и футболен клуб. 

## Личности родени във Витановци
- Секул Крумов (1922-2003), български скулптор

## Други
- На югоизток от селото се намира склон, популярен за практикуване на парапланеризъм. Денивелацията му е 50-60 m със северозападно изложение. Подходящите ветрове са със скорост 5-10 m/s.[2]